# Bourne (Massachusetts)
Bourne és un poble del Comtat de Barnstable a l'estat de Massachusetts dels Estats Units d'Amèrica.

## Demografia
Segons el cens del 2000 Bourne tenia 18.721 habitants, 7.439 habitatges, i 5.013 famílies. La densitat de població era de 176,7 habitants per km².
Dels 7.439 habitatges en un 28,2% hi vivien nens de menys de 18 anys, en un 54,6% hi vivien parelles casades, en un 9,4% dones solteres, i en un 32,6% no eren unitats familiars. En el 26,8% dels habitatges hi vivien persones soles l'11,8% de les quals corresponia a persones de 65 anys o més que vivien soles. El nombre mitjà de persones vivint en cada habitatge era de 2,39 i el nombre mitjà de persones que vivien en cada família era de 2,9.
Per edats la població es repartia de la següent manera: un 21,9% tenia menys de 18 anys, un 9,4% entre 18 i 24, un 27,3% entre 25 i 44, un 23,8% de 45 a 60 i un 17,6% 65 anys o més.
L'edat mediana era de 39 anys. Per cada 100 dones de 18 o més anys hi havia 95,9 homes.
La renda mediana per habitatge era de 45.113 $ i la renda mediana per família de 51.603$. Els homes tenien una renda mediana de 40.217 $ mentre que les dones 28.163$. La renda per capita de la població era de 22.092$. Entorn del 5,8% de les famílies i el 7,1% de la població estaven per davall del llindar de pobresa.